# Wolfgang Rottmann
Wolfgang Rottmann (ur. 15 maja 1973 w Altenmarkt) – austriacki biathlonista, dwukrotny medalista mistrzostw świata.

## Kariera
Największym sukcesem w karierze Rottmanna był złoty medal w biegu indywidualnym, wywalczony podczas mistrzostw świata w Oslo w 2000 roku. Austriak trafił wówczas 19 z 20 strzałów, a na mecie wyprzedził swojego rodaka Ludwiga Gredlera oraz Niemca Franka Lucka. Na tych samych mistrzostwach uplasował się na 5. miejscu w biegu na 15 km ze startu wspólnego. Ponadto wspólnie z Danielem Mesotitschem, Friedrichem Pinterem i Christophem Sumannem zdobył brązowy medal w sztafecie na mistrzostwach świata w Hochfilzen w 2005 roku.
W Pucharze Świata zadebiutował 11 stycznia 1996 roku w Anterselvie, kiedy zajął 81. miejsce w biegu indywidualnym. Pierwsze punkty zdobył 11 grudnia 1997 roku w Östersund, zajmując szóste miejsce w biegu indywidualnym. Jedynym zwycięstwem Rottmanna w zawodach Pucharu Świata było wspomniane wyżej mistrzostwo świata. Ponadto dwukrotnie kończył rywalizację w zawodach pucharowych na podium: 11 lutego 2000 roku w Östersund był drugi w sprincie, a 9 stycznia 2003 roku w Oberhofie w tej konkurencji był trzeci. Najlepsze wyniki osiągnął w sezonie 1999/2000, kiedy zajął dziesiąte miejsce w klasyfikacji generalnej.
W 1998 roku wystartował na igrzyskach olimpijskich w Nagano, gdzie zajął 26. miejsce w biegu indywidualnym, 39. w sprincie i 11. w sztafecie. Na rozgrywanych cztery lata później igrzyskach w Salt Lake City był piąty w sprincie oraz szósty w biegu na dochodzenie oraz sztafecie. Brał też udział w igrzyskach olimpijskich w Turynie w 2006 roku. Obok Wolfganga Pernera był jednym z dwóch biathlonistów, u których wykryto stosowanie dopingu. W marcu 2006 roku ogłosił zakończenie kariery sportowej, a w kwietniu Międzynarodowy Komitet Olimpijski zdyskwalifikował go dożywotnio.

## Osiągnięcia

### Igrzyska olimpijskie
| Rok  | Miejscowość    | Konkurencje | Konkurencje | Konkurencje | Konkurencje | Konkurencje | Konkurencje | Konkurencje |
| Rok  | Miejscowość    | IN          | SP          | PU          | MS          | RL          | MR          | SR          |
| ---- | -------------- | ----------- | ----------- | ----------- | ----------- | ----------- | ----------- | ----------- |
| 1998 | Nagano         | 26.         | 39.         | nd.         | nd.         | 11.         | nd.         | –           |
| 2002 | Salt Lake City | –           | 5.          | 6.          | nd.         | 6.          | nd.         | –           |
| 2006 | Turyn          | –           | DSQ         | DSQ         | –           | –           | nd.         | –           |

### Mistrzostwa świata
| Rok  | Miejscowość         | Konkurencje | Konkurencje | Konkurencje | Konkurencje | Konkurencje | Konkurencje | Konkurencje |
| Rok  | Miejscowość         | IN          | SP          | PU          | MS          | RL          | MR          | SR          |
| ---- | ------------------- | ----------- | ----------- | ----------- | ----------- | ----------- | ----------- | ----------- |
| 1997 | Osrblie             | 63.         | –           | –           | nd.         | 10.         | nd.         | –           |
| 1998 | Pokljuka/Hochfilzen | nd.         | nd.         | 35.         | nd.         | nd.         | nd.         | –           |
| 1999 | Kontiolahti/Oslo    | 59.         | 21.         | 36.         | –           | 9.          | nd.         | –           |
| 2000 | Oslo/Lahti          | 1.          | 11.         | 33.         | 5.          | 9.          | nd.         | –           |
| 2001 | Pokljuka            | 12.         | 24.         | 21.         | 30.         | –           | nd.         | –           |
| 2003 | Chanty-Mansyjsk     | 58.         | 22.         | 21.         | –           | –           | nd.         | –           |
| 2004 | Oberhof             | 11.         | 20.         | 12.         | 30.         | 9.          | nd.         | –           |
| 2005 | Hochfilzen          | 20.         | 55.         | 21.         | 19.         | 3.          | nd.         | –           |

### Puchar Świata

#### Miejsca w klasyfikacji generalnej
| Sezon     | Miejsce |
| --------- | ------- |
| 1995/1996 | -       |
| 1996/1997 | -       |
| 1997/1998 | 37.     |
| 1998/1999 | 27.     |
| 1999/2000 | 10.     |
| 2000/2001 | 32.     |
| 2001/2002 | 37.     |
| 2002/2003 | 28.     |
| 2003/2004 | 30.     |
| 2004/2005 | 19.     |
| 2005/2006 | 33.     |

#### Miejsca na podium chronologicznie
| Lp. | Dzień      | Rok  | Miejscowość | Konkurencja                | Lokata | Pudła   | Czas biegu | Strata | Zwycięzca            |
| --- | ---------- | ---- | ----------- | -------------------------- | ------ | ------- | ---------- | ------ | -------------------- |
| 1.  | 11 lutego  | 2000 | Östersund   | Sprint na 10 km            | 2.     | 1+0     | 25:41,6    | +25,3  | Frode Andresen       |
| 2.  | 23 lutego  | 2000 | Oslo        | Bieg indywidualny na 20 km | 1.     | 0+0+0+1 | 53:36,2    | –      | –                    |
| 3.  | 9 stycznia | 2003 | Oberhof     | Sprint na 10 km            | 3.     | 0+0     | 26:08,3    | +5,3   | Ole Einar Bjørndalen |